# Batalha de Fort Bull

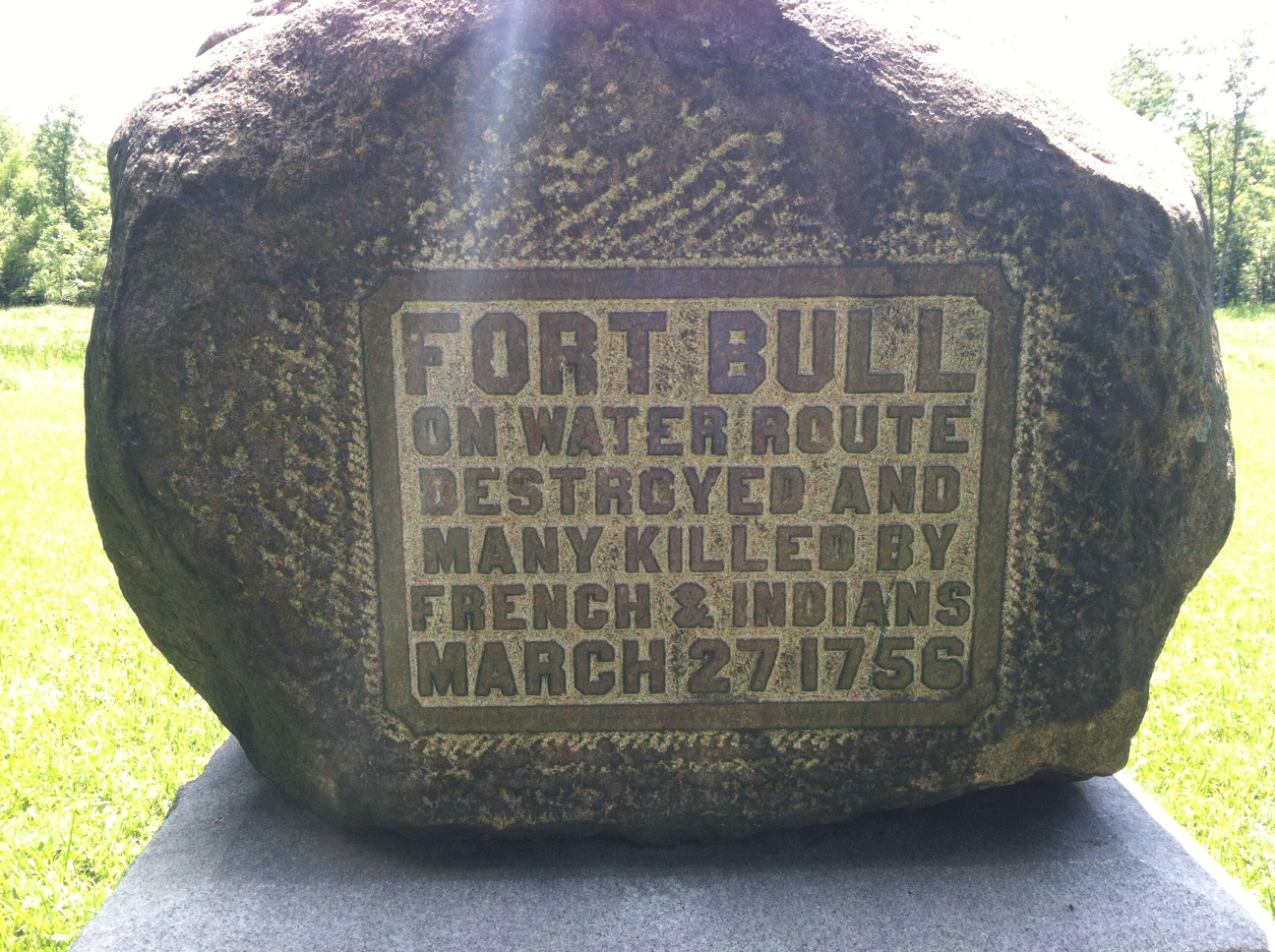
Monumento de pedra colocado no local em reconhecimento da batalha.

A Batalha de Fort Bull foi um ataque francês ao Fort Bull controlado pelos britânicos em 27 de março de 1756, no início da Guerra Franco-Indígena. O forte foi construído para defender uma parte da hidrovia que liga Albany, Nova York, ao Lago Ontário, através do rio Mohawk.
O tenente Gaspard-Joseph Chaussegros de Léry liderou seu comando composto por forças das Troupes de la Marine, milícia Canadien e aliados indianos em um ataque contra Fort Bull em 27 de março de 1756. Protegidos por árvores, eles se esgueiraram até 100 metros (91 m) do forte. Léry ordenou um ataque ao forte com baionetas. Eles enfiaram seus mosquetes nas aberturas estreitas do forte e atiraram nos defensores. Léry repetidamente pediu sua rendição. Finalmente, o portão foi arrombado e os franceses e indianos invadiram, matando todos que viam. Os soldados franceses saquearam o que puderam e incendiaram os paióis de pólvora. O forte foi totalmente queimado.